# Sidney Gottlieb
Sidney Gottlieb (Bronx, 3 de agosto de 1918 – Condado de Washington, 7 de março de 1999) foi um químico norte-americano mais conhecido pelo seu envolvimento com a CIA – Central de Inteligência Americana, no programa ilegal de pesquisa em seres humanos denominado Projeto MKULTRA.
O nome de nascimento de Sidney Gottlieb é Joseph Scheider. Em 1951 ele foi admitido na CIA como perito em substância venenosas. Era o supervisor na preparação de doses letais de veneno e de experiências de controle da mente utilizando drogas e substâncias químicas.

## MKULTRA
Em Abril de 1953 Sidney Gottlieb chefiava o projeto secreto MKULTRA que foi ativado pelo Diretor da CIA Allen Dulles. Gottlieb ficou conhecido também por ter desenvolvido meios de administrar LSD e outras drogas em pessoas sem o conhecimento destas e por autorizar e desenvolver o financiamento de pesquisas psiquiátricas com o objetivo de, segundo suas palavras "criar técnicas que romper a psique humana ao ponto de fazer com que o indivíduo admita que fez qualquer coisa, seja o que for". Ele foi o patrocinador de médicos como Ewen Cameron e Harris Isbell em controversos estudos psiquiátricos em que seres humanos foram utilizados como cobaias, sem o consentimento destes e sem o conhecimento de que estavam sendo usados nestas experiências e, em alguns casos, acreditando estarem recebendo tratamento. Inúmeras vítimas tiveram suas vidas destruídas até a morte. Os recursos para tais pesquisas eram injetados de maneira que não pudesse ser feita a relação imediata com a CIA. Um dos meios era, por exemplo, através da Fundação Rockefeller, uma Fundação aparentemente dedicada ao desenvolvimento de pesquisas médicas em beneficio da sociedade.

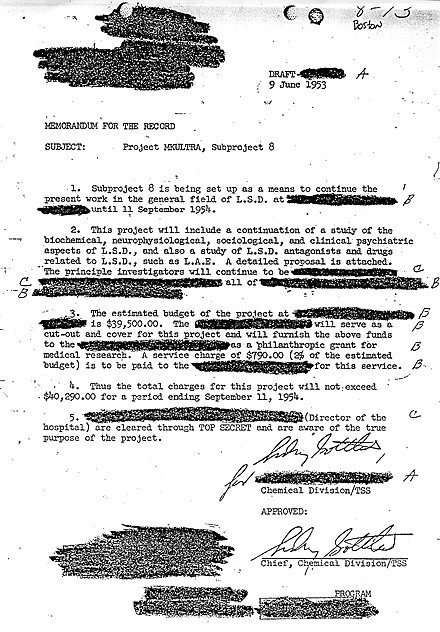
Neste documento de 9 de junho de 1953, Sidney Gottlieb aprova um subprojeto do MKULTRA relacionado com LSD.

Nos anos 60, no contexto da Operação Mongoose (The Cuban Project) Gottlieb idealizou vários planos para tentar assassinar Fidel Castro incluindo a pulverização com LSD do estúdio de TV onde Castro iria se apresentar, a pulverização dos sapatos de Castro com Tálio, um elemento químico conhecido como "O Veneno dos Venenos" devido a sua utilização em assassinatos. e foi também de Gottlieb a criação do charuto envenenado com que a CIA executou a tentativa de assassinato de Castro.
Ele também contaminou com toxina botulínica um lenço do general iraquiano Abdul Karim Qassim. Menos conhecida foi uma operação da CIA Projeto Phoenix no Vietname em que um grupo de psicólogos da CIA desenvolveu uma série de experiências de controle da mente se utilizando de prisioneiros da Guerra do Vietname na Prisão de Bien Hoa nas proximidades de Saigon.

## Outros complôs
Dr. Sidney Gottlieb também participou do complô da CIA para assassinar Patrice Lumumba, Primeiro-Ministro do Congo utilizando matérias biológicos tóxicos.